# 光化門
光化門（：／）是朝鮮王朝正宮景福宮的南門，也是其正門與最大的城門，位於今韓國首都首爾鐘路區，處於世宗大路與光化门广场的北端。

## 历史
光化門建於1395年，最初称“午门”，后由郑道传命名为“正门”。世宗八年（1426年）重修的时候，由集贤殿学士们共同拟议，改名为「光化门」。
壬辰倭亂期間，光化门被火燒毀，後於1867年由執政的興宣大院君重建。
1926年，日本人为在勤政殿南边兴礼门、永济桥一带的地方修建朝鲜总督府大楼，决定拆除光化门。但是热爱朝鲜古建筑的日本学者柳宗悦奔走努力，并写了《为了朝鲜的文化，绝不能失去》的文章，最后朝鲜总督府同意保留光化门，但是将其移建到建春门的北边，现在的國立民俗博物馆一带。
在朝鲜战争期间，光化门遭到炮击，门楼被烧毁，石造的城台也弹痕累累。

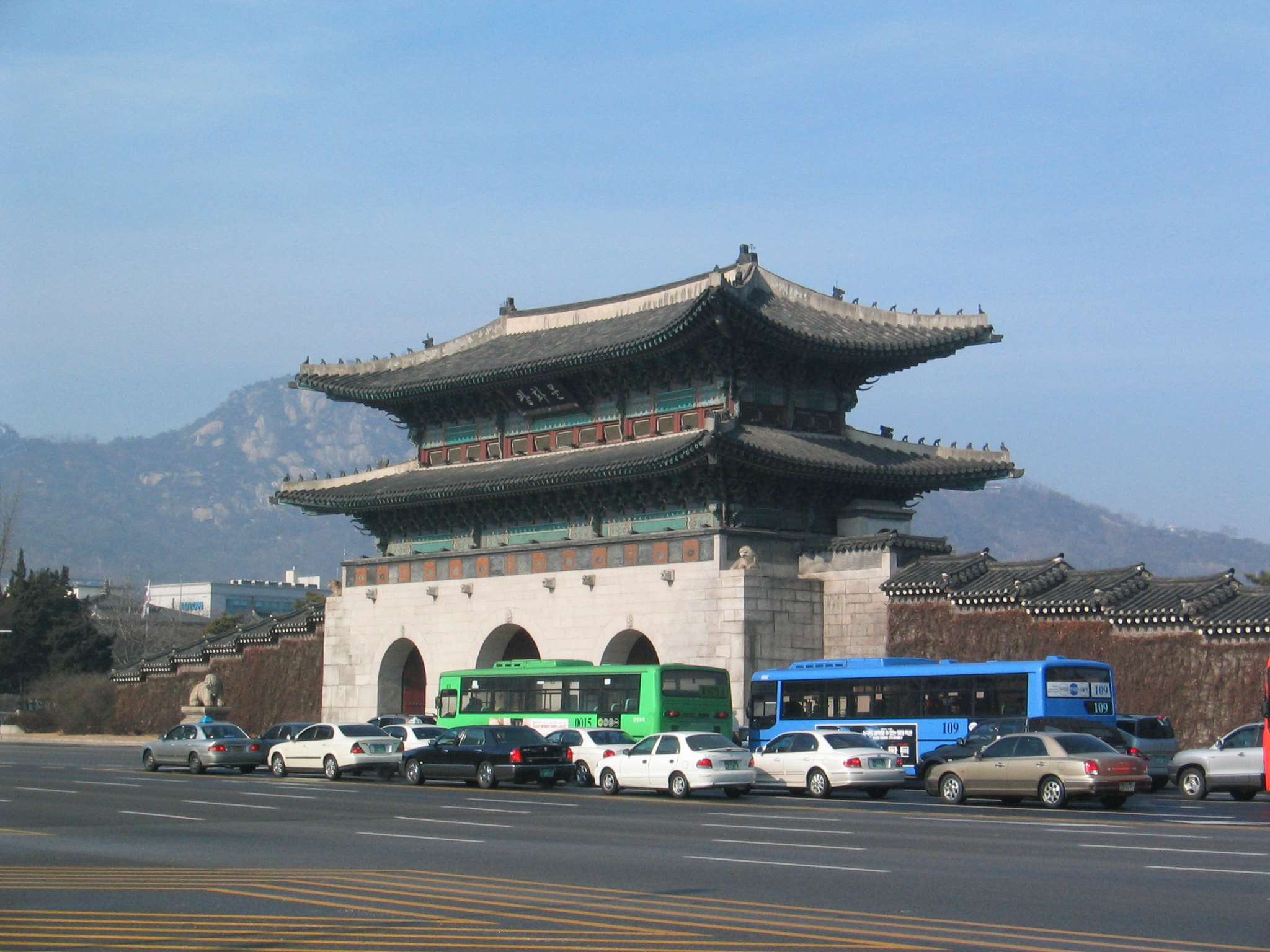
朴正熙時代重建的「新光化門」

1968年朴正熙执政期间，重建被破坏的门楼，并把光化门移回原位置附近，门楼上韩文“光化门”（광화문）的匾额也是朴正熙题写的。但是当时仅仅是用钢筋混凝土重建城楼，而且并未对准景福宫的中心轴线，而是以朝鲜总督府大楼（当时是韩国政府中央厅大楼）的中线为准心，因此与原位置有3.5度的偏差，而且为了迁就总督府门前的道路，位置也向北后退了14.5米左右。

## 修復

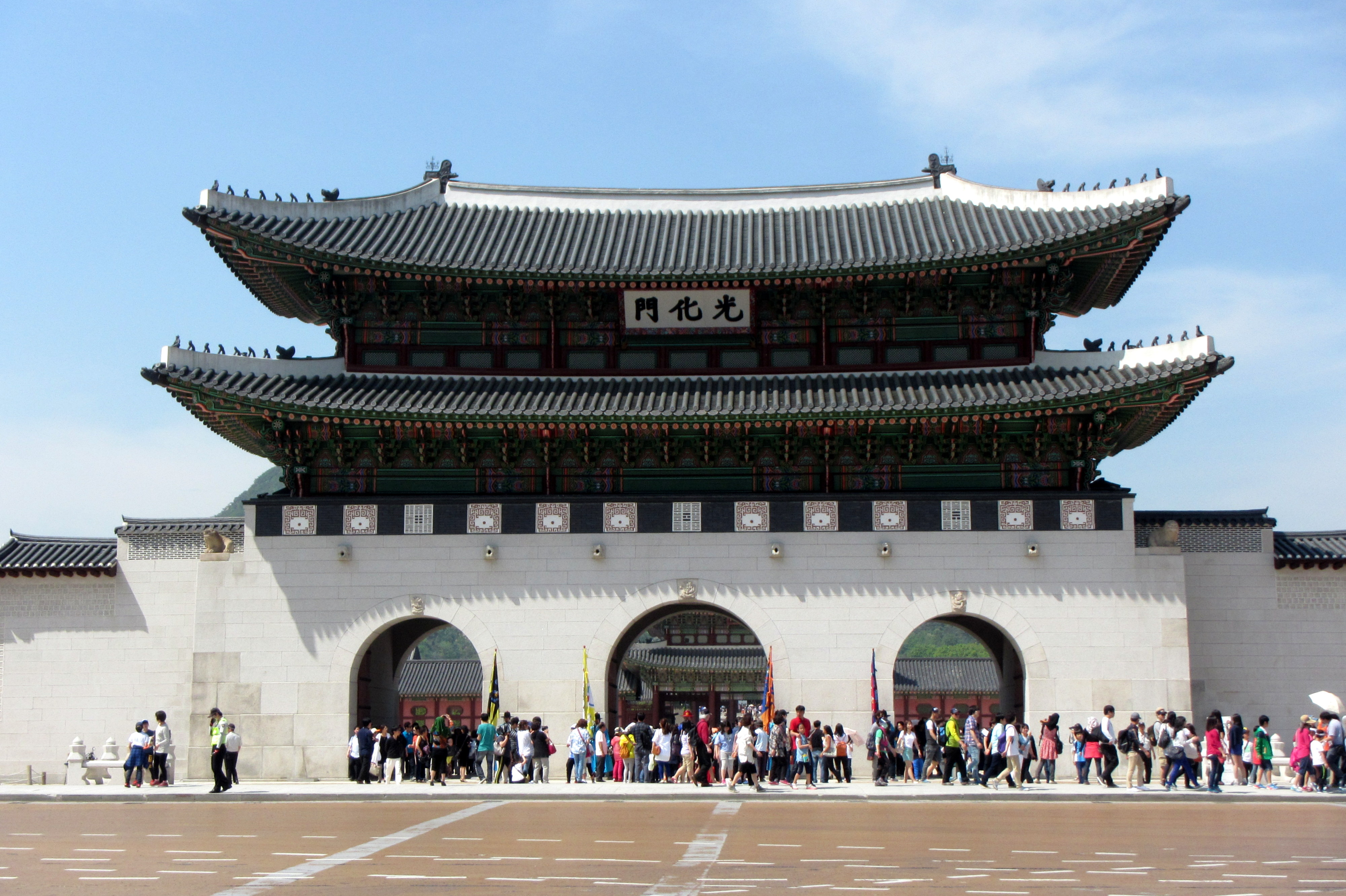
重建后的光化門(2013年)

2006年，韩国政府决定拆除新光化门，依据历史原貌进行重建并移回最初的位置，城楼上“光化门”的匾额也恢复成汉字，起初考慮改用正祖所書的漢字拼湊成的牌匾，但最後採用數碼技術還原了1865年景福宮重建時「重建責任大臣兼訓練大將」任泰瑛書寫的漢字字體。
重建后的光化門在2010年8月15日、也就是光復節當天由時任總統李明博按下按鈕開啟新門；也是時隔八十四年，光化門再次以原貌展現。韓國文化遺產廳結束了為期45個月的光化門復原工程，將於當天舉行揭牌儀式，並向市民開放光化門。經過此次修復，光化門重新恢復了1865年景福宮重建時的樣子，東、西側守門將廳等6座附屬建築也得到修復。
2023年，光化門月台重建工程完成，光化門匾额亦由白底黑字改為黑底金字。

### 修復期間的裝飾
光化門施工隔離裝飾藝術品採用旅美韓國藝術家姜益中的鑲嵌畫作品《光化門上空的月亮》（副題《山、風》）。全品計有2611顆月亮，象徵民族的願望。
景福宮佔地面積達15萬坪（約合50公頃），呈正方形，南面是正門光化門，東面是建春門，西面是迎秋門，北面是神武門。

## 交通
地鐵
- ●首都圈電鐵3號線：景福宮站
- ●首都圈電鐵5號線：光化門站（事實上位於世宗路的另一端）

## 外部連結
- 光化門街頭 （页面存档备份，存于）